# Pararammelsbergite
La pararammelsbergite è un minerale appartenente al gruppo della löllingite.

## Abito cristallino
Colore: bianco argento( si scurisce rapidamente), striscio: grigio scuro, sfaldatura: perfetta